# Mumok
Mumok, acrónimo formado sobre "MUseum MOderner Kunst" (castellano: Museo de Arte Moderno), lleva por nombre oficial Museum Moderner Kunst Stiftung Ludwig Wien. Creado en 2001, cuenta con el respaldo de la Fundación Ludwig de Viena y está ubicado en el Museumsquartier en Viena, Austria.

## Historia
El Mumok se abrió el 20 de septiembre de 1962 como un museo de arte del siglo XX en el antiguo pabellón de Austria en la Exposición Universal de Bruselas de 1958. Su primer director y fundador fue Werner Hofmann, que en pocos años fue capaz de adquirir obras de gran importancia del arte moderno y contemporáneo y ampliar la colección.
El 26 de abril de 1979 se inauguró el museo en un ala del Palacio Liechtenstein en Alsergrund, un segundo edificio para ganar más espacio para el museo. Esta oportunidad se debió a los esfuerzos de Hans Mayr, presidente de la Künstlerhaus de Viena, que organizó una exposición con obras de arte contemporáneo de la colección de Aachen de Peter e Irene Ludwig en 1977. Mientras todavía eran expuestas, los Ludwigs acordaron ofrecer su colección a la ciudad de Viena. Un comité austriaco, creado por el ministro Herta Firnberg, llevó a cabo negociaciones con los Ludwigs sobre la selección de obras. Alrededor de un centenar de obras prestadas se acordaron en un primer contrato, pero este número casi se duplicó en el momento en que se abrió la nueva colección de Viena. El enfoque de este proyecto fue el arte pop y el fotorrealismo, como había sido el caso en la exposición de 1977. En 1978, se adquirió la colección de Colonia de Wolfgang Hahn con sus fondos en nouveau réalisme y Fluxus, ampliando rápidamente la colección del museo.
En 1981, Herta Firnberg y Peter e Irene Ludwig crearon la Fundación Ludwig, y cerca de un tercio de las obras prestadas hasta entonces de la colección Ludwig fueron transferidas a la posesión de la fundación. A cambio, la República de Austria se comprometió a un pago anual garantizado a la fundación con la que se podrían comprar más obras de arte. Entre 1979 y 1989, el historiador de arte Dieter Ronte fue el director del museo. 
Con motivo del décimo aniversario de la fundación, en 1991, el museo recibió un regalo adicional. En agradecimiento a la labor de la Fundación Ludwig por la donación de obras de arte tan significativas y su contribución al arte contemporáneo, el ministro de Ciencia, Erhard Busek, promovió un contrato con la fundación para dar al nuevo edificio el nombre de Museum Moderner Kunst Stiftung Ludwig Wien.
El 15 de septiembre de 2001, el Museum Moderner Kunst Stiftung Ludwig Wien fue reabierto en el Museumsquartier, en el centro histórico de Viena.

## Edificio
Inaugurado en 2001, el edificio actual es una estructura cúbica carente de ventanas, con cubierta de hierro y cristal y revestido de piedra de basalto del color de la lava volcánica. Fue realizado por los arquitectos austríacos Ortner & Ortner y ofrece más de 4.800 m² de espacio expositivo en seis plantas, para exposiciones monográficas o temáticas y presentaciones alternas de la propia colección del museo.

## Colección
El museo tiene una colección de más de 10.000 obras artísticas modernas y contemporáneas, con trabajos y obras representativas de artistas como Andy Warhol, Pablo Picasso, Joseph Beuys, Nam June Paik, Wolf Vostell, Gerhard Richter, Jasper Johns y Roy Lichtenstein. Más de 230 obras artísticas proceden de la donación realizada por el industrial y coleccionista de arte alemán Peter Ludwig y su esposa Irene, en 1981. Al mismo tiempo, se descartó como museo federal el 1 de enero de 2003, con lo que tiene plena capacidad jurídica.

### Exposiciones
El Mumok organiza regularmente exposiciones especiales y es conocido por su gran colección de arte próxima al Accionismo vienés. Entre otras, destacamos:
- Oh... Jakob Lena Knebl und die mumok Sammlung, 17 de marzo de 2017 – 22 de octubre de 2017.
- Hannah Black. Small Room, 17 de marzo de 2017 – 18 de junio de 2017.
- Konstruktion_Reflexion. Werke aus der Sammlung Gertraud & Dieter Bogner im mumok, 25 de noviembre de 2016 – 17 de abril de 2017.
- Július Koller. One Man Anti Show, 25 de noviembre de 2016 – 17 de abril de 2017.

## Publicaciones
- Nouveau Réalisme. Museum Moderner Kunst Stiftung Ludwig Wien, Verlag für moderne Kunst Nürnberg, 2005. ISBN 3-938821-08-6.
- Ludwig Goes Pop. Museum Moderner Kunst Stiftung Ludwig Wien / Museum Ludwig Köln, Walter König, Köln 2014, ISBN 978-3-86335-599-9.